# Andrés Cuenca
Andrés Cuenca Cejudo (Adamuz, España, 11 de junio de 2007) es un futbolista español que juega de defensa en el F. C. Barcelona Atlètic de la Primera Federación.

## Trayectoria
Ingresó en la cantera del F. C. Barcelona, donde fue considerado uno de los jugadores más importantes del club. El 1 de octubre de 2024 debutó con el F. C. Barcelona en un partido de la Liga de Campeones de la UEFA contra el B. S. C. Young Boys sustituyendo a Iñigo Martínez en el minuto 84.

## Selección nacional
Representó a España internacionalmente en la Copa Mundial de Fútbol Sub-17 de 2023.

## Estilo de juego
Actúa principalmente como defensa y ha sido descrito como un "central zurdo con una salida de balón más que limpia".

## Estadísticas

### Clubes
Actualizado al último partido disputado el 6 de noviembre de 2024.
| Club                             | Div.          | Temporada     | Liga  | Liga  | Copas nacionales | Copas nacionales | Copas internacionales | Copas internacionales | Total | Total |
| Club                             | Div.          | Temporada     | Part. | Goles | Part.            | Goles            | Part.                 | Goles                 | Part. | Goles |
| -------------------------------- | ------------- | ------------- | ----- | ----- | ---------------- | ---------------- | --------------------- | --------------------- | ----- | ----- |
| F. C. Barcelona Atlètic · España | 1.ª F         | 2024-25       | 10    | 0     | ―                | ―                | ―                     | ―                     | 10    | 0     |
| F. C. Barcelona Atlètic · España | Total club    | Total club    | 10    | 0     | 0                | 0                | 0                     | 0                     | 10    | 0     |
| F. C. Barcelona · España         | 1.ª           | 2024-25       | 0     | 0     | 0                | 0                | 1                     | 0                     | 1     | 0     |
| F. C. Barcelona · España         | Total club    | Total club    | 0     | 0     | 0                | 0                | 1                     | 0                     | 1     | 0     |
| Total carrera                    | Total carrera | Total carrera | 10    | 0     | 0                | 0                | 1                     | 0                     | 11    | 0     |